# Фатио, Гийом
Гийом Фатио (фр. Guillaume Fatio; 11 сентября 1865, Женева — 4 июня 1958, Жанто, Швейцария) — швейцарский историк, архитектор, банкир
, публицист и политик.

## Биография
Сын банкира.
В юности обучался банковскому делу. В 1887 году отправился в Нью-Йорк, где до 1890 года работал кассиром в Banque Iselin et Cie.
Вернувшись в Швейцарию, стал директором Взаимной сберегательной кассы (1891—1920), затем до 1934 года работал администратором в различных женевских банковских учреждениях. Вместе со своим братом Эдмондом Фатио участвовал в защите культурного наследия, городского планирования, общественного здравоохранения и социальной взаимопомощи.
С 1914 по 1926 год был заместителем мэра Жанто, затем мэром с 1926 года — мэр.
Принимал участие в Конкурсе искусств на летних Олимпийских играх 1912 в категории «Архитектура». 
В 1919 году был одним из архитекторов создания Лиги Наций в Женеве.
В 1922 году отправился в турне по продвижению Женевского университета за границей, особенно в Соединенных Штатах. В 1945 году получил степень почётного доктора этого университета.
Автор более сорока важных публикаций по истории Женевы.

## Избранные труды
- La campagne genevoise d'après nature, (illustrations de Fred Boissonnas), 1899.

- Genève à travers les siècles . Société des Arts, Genève 1900.
- Autour du Léman,  1902.
- Compagnie de 1602 : 1926-1946 : souvenir du XXe anniversaire et liste des membres. Édité par la Compagnie de 1602, Genève 1946.
- Genève, cité de Calvin : guide illustré. Association des intérêts de Genève, Genève 1939.
- A visit to the United States of America. Publié à compte d'auteur, Genthod, 1935.
- Création à l'Université de Genève d'un cours d'études des questions internationales : rapport présenté par Guillaume Fatio au retour de sa mission aux États-Unis en. Genève 1922.
- Monument international de la Réformation à Genève. Impression Atar, Genève 1909.
- Pregny, commune genevoise et coteau des altesses, Pregny, 1947 .
- Histoire de Genthod et de son territoire, Impression Atar, Genève 1988